# Campeonato Soviético de Xadrez de 1968
O Campeonato Soviético de Xadrez de 1968 foi a 36ª edição do Campeonato de xadrez da URSS, realizado em Alma-Ata, de 30 de dezembro de 1968 a 1 de fevereiro de 1969. A competição foi vencida por Lev Polugaevsky que derrotou Alexander Zaitsev em um match-desempate. A ausência de estrelas como David Bronstein, Tigran Petrosian, Boris Spassky, que estavam no exterior jogando torneios, fez com que não fosse um dos campeonatos mais fortes, principalmente em conjunto com a ausência de Paul Keres. Mikhail Tal estava doente novamente após um ano em que passou muito tempo hospitalizado.

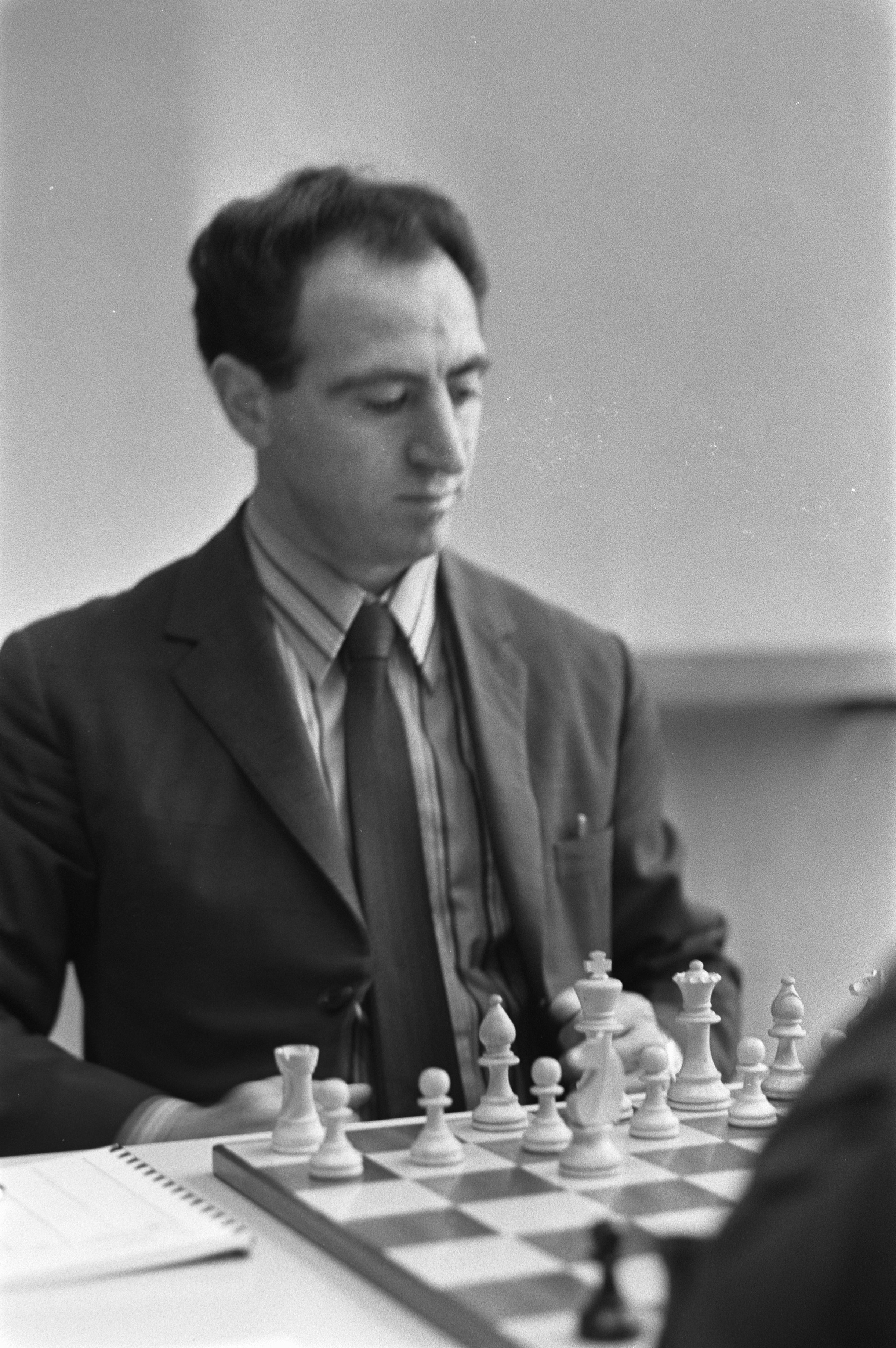
Lev Polugaevsky

## Tabela e resultados
| N° | Jogador             | 1 | 2 | 3 | 4 | 5 | 6 | 7 | 8 | 9 | 10 | 11 | 12 | 13 | 14 | 15 | 16 | 17 | 18 | 19 | 20 | Total |
| -- | ------------------- | - | - | - | - | - | - | - | - | - | -- | -- | -- | -- | -- | -- | -- | -- | -- | -- | -- | ----- |
| 1  | Alexander Zaitsev   | - | ½ | 1 | ½ | 1 | ½ | ½ | ½ | 1 | ½  | ½  | 1  | ½  | ½  | ½  | ½  | ½  | 1  | ½  | 1  | 12½   |
| 2  | Lev Polugaevsky     | ½ | - | 1 | 1 | ½ | ½ | 1 | ½ | ½ | ½  | ½  | 0  | 1  | ½  | ½  | ½  | 1  | ½  | 1  | 1  | 12½   |
| 3  | Anatoly Lutikov     | 0 | 0 | - | 0 | 0 | ½ | ½ | 1 | 1 | 0  | 1  | ½  | 1  | 1  | 1  | ½  | ½  | 1  | 1  | 1  | 11½   |
| 4  | Vladimir Liberzon   | ½ | 0 | 1 | - | 0 | ½ | ½ | ½ | ½ | 1  | 1  | 0  | ½  | 1  | ½  | 1  | ½  | 1  | ½  | ½  | 11    |
| 5  | Vitaly Tseshkovsky  | 0 | ½ | 1 | 1 | - | ½ | ½ | 0 | ½ | 1  | 0  | ½  | ½  | 1  | 1  | 0  | 1  | 0  | 1  | 1  | 11    |
| 6  | Ratmir Kholmov      | ½ | ½ | ½ | ½ | ½ | - | ½ | ½ | 0 | 1  | ½  | ½  | 1  | ½  | ½  | ½  | ½  | 1  | ½  | ½  | 10½   |
| 7  | Mikhail Podgaets    | ½ | 0 | ½ | ½ | ½ | ½ | - | ½ | 1 | ½  | 0  | ½  | ½  | ½  | ½  | 1  | 1  | ½  | ½  | 1  | 10½   |
| 8  | Mikhail Tal         | ½ | ½ | 0 | ½ | 1 | ½ | ½ | - | 0 | 0  | ½  | ½  | 1  | ½  | ½  | 1  | 1  | 0  | 1  | 1  | 10½   |
| 9  | Janis Klovans       | 0 | ½ | 0 | ½ | ½ | 1 | 0 | 1 | - | 1  | ½  | ½  | ½  | 0  | ½  | 1  | 0  | 1  | 1  | 1  | 10½   |
| 10 | Evgeni Vasiukov     | ½ | ½ | 1 | 0 | 0 | 0 | ½ | 1 | 0 | -  | ½  | ½  | 0  | ½  | ½  | 1  | 1  | 1  | 1  | 1  | 10½   |
| 11 | Anatoly Lein        | ½ | ½ | 0 | 0 | 1 | ½ | 1 | ½ | ½ | ½  | -  | 1  | 0  | 1  | 0  | ½  | ½  | 1  | ½  | ½  | 10    |
| 12 | Yuri Averbakh       | 0 | 1 | ½ | 1 | ½ | ½ | ½ | ½ | ½ | ½  | 0  | -  | ½  | 0  | ½  | ½  | ½  | 1  | 1  | ½  | 10    |
| 13 | Viatcheslav Osnos   | ½ | 0 | 0 | ½ | ½ | 0 | ½ | 0 | ½ | 1  | 1  | ½  | -  | 1  | ½  | ½  | 1  | ½  | ½  | 1  | 10    |
| 14 | Yuri Sakharov       | ½ | ½ | 0 | 0 | 0 | ½ | ½ | ½ | 1 | ½  | 0  | 1  | 0  | -  | 1  | ½  | 0  | ½  | 1  | 1  | 9     |
| 15 | Vladimir Bagirov    | ½ | ½ | 0 | ½ | 0 | ½ | ½ | ½ | ½ | ½  | 1  | ½  | ½  | 0  | -  | 0  | ½  | ½  | ½  | 1  | 8½    |
| 16 | Bukhuti Gurgenidze  | ½ | ½ | ½ | 0 | 1 | ½ | 0 | 0 | 0 | 0  | ½  | ½  | ½  | ½  | 1  | -  | ½  | ½  | 1  | ½  | 8½    |
| 17 | Igor Zaitsev        | ½ | 0 | ½ | ½ | 0 | ½ | 0 | 0 | 1 | 0  | ½  | ½  | 0  | 1  | ½  | ½  | -  | 1  | ½  | 1  | 8½    |
| 18 | Igor Platonov       | 0 | ½ | 0 | 0 | 1 | 0 | ½ | 1 | 0 | 0  | 0  | 0  | ½  | ½  | ½  | ½  | 0  | -  | ½  | 1  | 6½    |
| 19 | Alexander Cherepkov | ½ | 0 | 0 | ½ | 0 | ½ | ½ | 0 | 0 | 0  | ½  | 0  | ½  | 0  | ½  | 0  | ½  | ½  | -  | 0  | 4½    |
| 20 | Yury Nikitin        | 0 | 0 | 0 | ½ | 0 | ½ | 0 | 0 | 0 | 0  | ½  | ½  | 0  | 0  | 0  | ½  | 0  | 0  | 1  | -  | 3½    |

### Desempate
| Jogador           | 1 | 2 | 3 | 4 | 5 | 6 | Total |
| ----------------- | - | - | - | - | - | - | ----- |
| Lev Polugaevsky   | ½ | 0 | ½ | 1 | ½ | 1 | 3½    |
| Alexander Zaitsev | ½ | 1 | ½ | 0 | ½ | 0 | 2½    |